# Szonáta (Bartók)
Bartók Béla Zongoraszonátája (E-dúr) (Sz. 80; BB. 88) 1926-ban keletkezett, 12 perc 52 másodperc hosszú és három tételt tartalmaz. A mű a klasszikus szonáta felépítésnek megfelelően épül fel. Ezt a művet is az Universal Edition adta ki először.
Az Improvizációk magyar parasztdalokra után a zongora-alkotásban több éves szünet, majd 1926-ban újabb fellendülés következett. Ezt a fellendülést jelzi a szólódarabok mellett az Első zongoraverseny megalkotása is.
A Szonáta bizonyos értelemben az Allegro Barbaro stílusának folytatója: ez elsősorban a zongora ütőhangszer-effektusaiban nyilvánul meg, továbbá – ami tulajdonképpen az ütőhangszer-jellegből következik – súlyos veretű tematikájában, kalapácsütésként lezuhanó, kemény hangzatainak egyenletesen dübörgő ritmikájában, a dallamosság – főként a népdal-intonáció – szinte teljes mellőzésében.
Az E-dúr hangzat az első tételben központi funkciót tölt be. A szonáta formájú első tétel után háromszakaszos lassú tétel következik, kódával. A zárótétel variáció és rondó kombinációjából kialakított forma.
Tételek
1. Allegro moderato
2. Sostenuto e pesante
3. Allegro molto

## Autográf anyagok
- Vázlatok:

1. Memo-vázlatok a III. tételhez (Bartók Péter gyűjteménye: 58PPS1, 33b p.)
2. Folyamatvázlat az I. tételhez (Bartók Archívum, Budapest: BH214).

- Első fogalmazvány a BB 88–89 kézirat-együttesben, I. tétel: 21–24. pp., III. és II. tétel: 12–19. pp. (Bartók Péter gyűjteménye: 55PS1).
- Második autográf leírás (amelyben BB 89/III epizód a Szonáta III. tételében), margóvázlatokkal és a III. tétel revíziójával (OSZK Ms. Mus. 998; fakszimile kiadás: Bp.: Editio Musika, Budapest, 1980).
- Autográf másolat, az Universal Edition 8772 elsőkiadás (1927) metszőpéldánya (Bartók Péter gyűjteménye: 55PFC2).
- Egy 1939-es Boosey & Hawkes utánnyomás javított példánya időtartam-adatokkal (Bartók Péter gyűjteménye: 55PFC1).